# Косоуров, Виктор Семёнович
Виктор Семёнович Косоуров (род. 1 апреля 1948, с. Курочкино, Алтайский край) — российский государственный деятель, член Совета Федерации (10 ноября 2010 — 1 октября 2015) от законодательного (представительного) органа государственной власти Новосибирской области.

## Биография
Родился 1 апреля 1948 года в селе Курочкино Тальменского района Алтайского края. Окончил Новосибирский инженерно-строительный институт (1971), Академию общественных наук при ЦК КПСС.
В 1971 году стал сменным мастером, затем технологом на Черепановском комбинате стеновых материалов.
С 1972 по 1987 годы работал по линии ВЛКСМ и КПСС.
В 1987 году занял пост заместителя председателя исполкома Новосибирского областного Совета народных депутатов.
В 1991 году стал замом главы администрации Новосибирской области.
В 1994 году стал генеральным директором ОАО «Корпорация „Русинпром“».
С началом двухтысячных вернулся к госслужбе в должности замглавы областной администрации.
В 2003 году был избран депутатом Госдумы четвёртого созыва, стал заместителем председателя Комитета по вопросам местного самоуправления. Сложил полномочия 4 апреля 2005 года в связи с назначением аудитором Счётной палаты РФ, возглавил направление по контролю расходов федерального бюджета на международную деятельность. Мандат перешёл Василию Волковскому.
В 2009 году окончил Финансовую академию при Правительстве Российской Федерации по специальности «Бухгалтерский учёт, анализ и аудит».
В 2010 году избран представителем от законодательного органа государственной власти Новосибирской области в Совете Федерации ФС РФ.

## Награды
- Орден Трудового Красного Знамени[5]
- Орден Почёта (2004)[5]
- Орден Дружбы (2008)[1]
- Медаль «За развитие Сибири и Дальнего Востока» (2023)[6]
- Знак отличия «За заслуги перед Новосибирской областью» (10 февраля 2016) — за выдающиеся достижения, направленные на обеспечение развития Новосибирской области

## Личная жизнь
Женат. Жена — Косоурова Нина Андреевна (1948 года рождения). Воспитал двух сыновей — Евгения и Алексея.